# 10-я отдельная гвардейская бригада специального назначения
10-я отдельная гвардейская ордена Жукова бригада специального назначения — гвардейское формирование Вооружённых сил СССР, Украины (10-я отдельная бригада специального назначения) и Российской Федерации.
Действительное наименование соединения:
- полное, в ВС СССР — 10-я отдельная бригада специального назначения имени 50-летия Октябрьской революции;
- сокращённое — 10 обрСпН.

## История

### Советский период
10-я отдельная бригада специального назначения была сформирована в ВС СССР на основании Директивы Генерального Штаба Вооруженных Сил СССР. Период сформирования: с 22 сентября по 4 октября 1962 года. Место дислокации: город Старый Крым (пгт. Первомайское).
24 апреля 1964 года бригаде специального назначения было вручено Боевое Знамя.
Состояла из управления и двух отрядов специального назначения, а также формирований специальной связи и разминирования. 
В 1967 году бригаде было присвоено именное наименование — «Имени 50-летия Октябрьской революции».
В 1976 г.  участвовала в охране и транспортировке военных грузов во Вьетнам.
Одна из рот бригады была направлена для участия в Афганской войне 1979 — 1989 годов, войдя в состав сводного 186-го отряда специального назначения, который был переброшен в Афганистан. 
В 1986 году началось развертывание бригады из штата состоящего из управления и штаба бригады, отряда специального назначения,состоящего из двух рот и взвода связи, отряда спецрадиосвязи, роты минирования, взвода спецоружия и автовзвода. В результате развертывания штат бригады был увеличен до трех отрядов. Также был сформирован первый отряд управления, который был больше других и включал в себя 4 роты спецназначения и роту спецсвязи. Роты  были больше по численности, они включали пять групп спецназначения (солдат и сержантов - 45 человек, прапорщик - 1 чел, офицеров - 6 человек). Также в ходе развертывания в старый штат линейного отряда была включена еще одна рота спецназначения, а взвод связи развернут до роты. На конец 1980-х годов, в составе 10-й отдельной бригады СпН числились управление, 325-й и 328-й отряды специального назначения.
Поскольку в бригаде на момент развертывания не хватало офицеров туда были направлены выпускники разведывательного факультета Киевского ВОКУ, готовившего общевойсковых разведчиков, и 5-го батальона Рязанского воздушно-десантного училища, офицеров специальной разведки. В этот же период в бригаду прибыло большое количество офицеров, проходивших службу в Афганистане. 
С 1979 года по 1987 год бригада СпН не раз награждалась Переходящим Красным Знаменем Военного Совета ОдВО, заносилась в книгу Почёта Военного Совета ОдВО и награждалась грамотами. В 1987 году группа специального назначения бригады была признана лучшей в ВС СССР по снайперской стрельбе.

### После распада СССР
Во время распада Союза ССР, 11 октября 1991 года бригада вошла в состав ВС Украины. Директивой Министра обороны Украины 03.06.1998 года 10 обрСпН переформирована в 1-й отдельный полк специального назначения (1 опСН 32 АК) (с 01.09.2000 года 3-й отдельный полк СпН, в/ч А-0680, с дислокацией в Кировограде).

## Второе формирование бригады
Войсковая часть № 51532 (в/ч 52532) сформирована на основании Указа Президента Российской Федерации № 1334с от 10 октября 2002 года и Директивы Министерства Обороны Российской Федерации (Минобороны России) Д-063, от 30 ноября 2002 года.
Основой формирования первого отряда бригады послужили военнослужащие 67-й отдельной бригады специального назначения (67 обрСпН), ранее принимавшие участие в первой и второй Чеченской войне. Сразу после сформирования военнослужащие соединения приступили к выполнению боевых задач на Северном Кавказе. Отряды меняли друг друга каждые шесть месяцев и вели бои с бандитами (незаконными вооружёнными формированиями) в Чеченской Республике.

## Знаки отличия
- С 1979 года по 1987 год бригада СпН неоднократно награждалась Переходящим Красным Знаменем Военного Совета ОдВО, её заносили в Книгу почёта Военного Совета округа и награждали грамотами.
- За мужество, героизм и отвагу проявленные военными разведчиками 10-й ОБрСпН в ходе Пятидневной войны, бригаду, Указом Президента Российской Федерации № 1047, от 5 августа 2011 года, первой в истории современной России удостоили ордена Жукова.
- 8 августа 2011 года, орден формированию лично вручил президент России Дмитрий Медведев.[6]

## Участие в вооружённых конфликтах (2008 — 2023)

### Война в Грузии (2008)
В конфликте с Грузией на территории Южной Осетии, в боевых действиях принимали участие три отряда 10-й ОБрСпН, которые после конца активных боев, находились в регионе еще около 7-ми месяцев.
За мужество, героизм и отвагу проявленные военными разведчиками 10-й ОБрСпН в ходе Пятидневной войны, бригаду, первой в истории современной России, — удостоили ордена Жукова. 8 августа 2011 года, орден подразделению лично вручил президент России Дмитрий Медведев.

### Гражданская война в Сирии
С 2015 по 2022 год, личный состав бригады выполнял задачи в Сирийской Арабской Республике (САР).

### Вторжение России на Украину
По информации из открытых источников, с началом боевых действий России на Украине, 10-я бригада СпН вела бои с ВСУ близи города Изюма в Харьковской области, а после сражалась с вооруженными силами противника на Херсонском направлении фронта на левом берегу Днепра, на Николаевско-Криворожском участке в Херсонской области, в составе группировку ВС России «Днепр».

## Состав в настоящее время
На данный момент отдельная бригада полным составом дислоцирована в населенном пункте Молькино Краснодарского края.
Состав бригады:
- Управление бригады 
  - рота материального обеспечения;
  - комендантская рота;
  - отряд специальной радиосвязи;
  - рота специального вооружения;
  - взвод технического обеспечения;
  - инженерно-сапёрный взвод.
- 85 ооСпН; передан на формирование 100-й экспериментальной отдельной разведывательной бригады (г. Моздок)
- 95 ооСпН; (расформирован)
- 104 ооСпН;
- 551 ооСпН;
- 107 оСпН;
- 4 оубСпН. (расформирован)

## Командиры 10-й бригады
Список командиров 10-й бригады специального назначения: 
- Попов Александр Михайлович, полковник, 1963-1966;
- Кочетков Николай Яковлевич, полковник, 1966-1971;
- Тышкевич Всеволод Петрович, подполковник, 1971-1973;
- Еременко Николай Иванович, подполковник, 1971-1978;
- Старов, Юрий Тимофеевич, полковник, 1978-1983;
- Ильин Александр Сергеевич. полковник, 1983-1988;
- Рендель Юрий Михайлович, полковник, 1988-1992;
- Мокров, Юрий Александрович, полковник;
- Свид, Сергей Георгиевич, генерал майор.

## Знаки отличия
27 марта 2023 года указом Президента Российской Федерации № 205 10-й отдельной бригаде специального назначения было присвоено почётное наименование «гвардейская».

## Награжденные званием Героя Российской Федерации
- рядовой Абдуллин, Раушан Мухамедович, 2009 год (посмертно).
- гвардии майор Волков, Александр Алексеевич, 2022 год
- гвардии лейтенант Водопьянов, Александр Владимирович, 2023 год (посмертно)
- гвардии капитан Реховский, Иван Анатольевич, 2023 год (посмертно)
- гвардии старший лейтенант Турубара, Владислав Алексеевич, 2023 год (посмертно)